# Elezioni europee del 1989 nel Regno Unito
Le elezioni europee del 1989 nel Regno Unito si sono tenute il 10 giugno.

## Risultati
| Liste            | Liste                                       | Gruppo | Voti       | %     | Seggi |
| ---------------- | ------------------------------------------- | ------ | ---------- | ----- | ----- |
| Gran Bretagna    |                                             |        |            |       |       |
|                  | Partito Laburista                           | SOC    | 6.153.661  | 40,06 | 45    |
|                  | Partito Conservatore                        | DE     | 5.331.098  | 34,70 | 32    |
|                  | Partito Verde                               | -      | 2.292.718  | 14,93 | -     |
|                  | Liberal Democratici                         | -      | 944.861    | 6,15  | -     |
|                  | Partito Nazionale Scozzese                  | ARC    | 406.686    | 2,65  | 1     |
|                  | Plaid Cymru                                 | -      | 115.062    | 0,75  | -     |
|                  | Partito Social Democratico                  | -      | 75.886     | 0,49  | -     |
|                  | Altri                                       | -      | 41.295     | 0,27  | -     |
| Totale           | Totale                                      | Totale | 15.361.267 | 100   | 78    |
| Irlanda del Nord |                                             |        |            |       |       |
|                  | Partito Unionista Democratico               | NI     | 160.110    | 29,94 | 1     |
|                  | Partito Social Democratico e Laburista      | SOC    | 136.335    | 25,49 | 1     |
|                  | Partito Unionista dell'Ulster               | PPE    | 118.785    | 22,21 | 1     |
|                  | Sinn Féin                                   | -      | 48.914     | 9,15  | -     |
|                  | Partito dell'Alleanza dell'Irlanda del Nord | -      | 27.905     | 5,22  | -     |
|                  | Partito Conservatore                        | -      | 25.789     | 4,82  | -     |
|                  | Partito dei Lavoratori                      | -      | 5.590      | 1,05  | -     |
|                  | Altri                                       | -      | 11.383     | 2,13  | -     |
| Totale           | Totale                                      | Totale | 534.811    | 100   | 3     |
| Totale           | Totale                                      | Totale | 15.896.078 |       | 81    |